# Aubigny (Vendée)
Aubigny je francouzská obec v departementu Vendée v Pays de la Loire.